# Fritz Bose

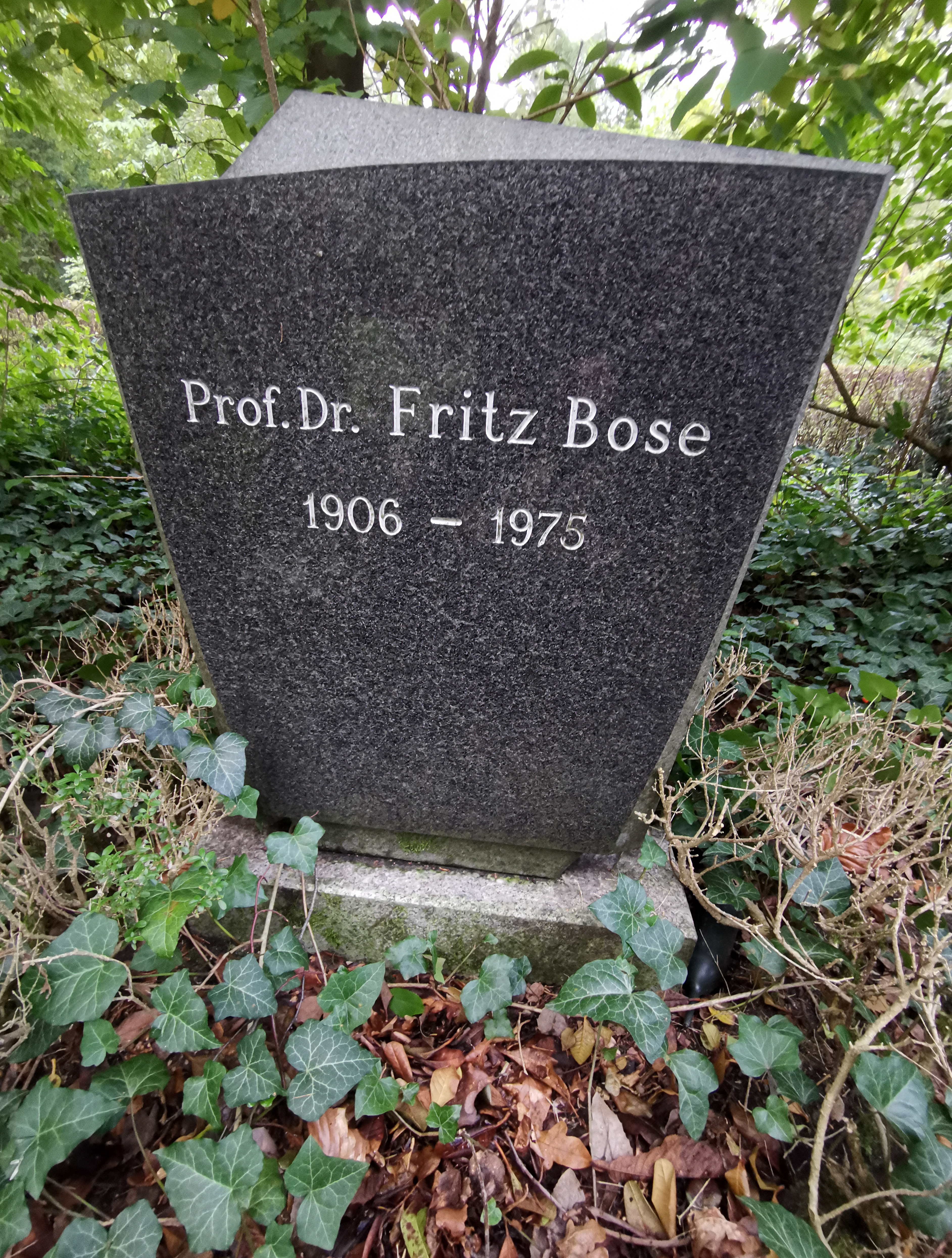
Grab auf dem Friedhof In den Kisseln in Berlin-Spandau (Bogen 2, Nr. 71)

Fritz Bose (* 26. Juli 1906 in Messenthin; † 16. August 1975 in Berlin) war ein deutscher Musikwissenschaftler. Er befasste sich mit Akustik, Musikethnologie und Musikpsychologie.

## Leben
Bose wurde 1906 in Messenthin im Kreis Randow geboren (da Messenthin von 1939 bis 1945 nach Stettin eingemeindet war, wird auch „Stettin“ als Geburtsort genannt). Bose besuchte von 1913 bis zum Abitur 1925 die Bismarck-Oberrealschule in Stettin. Anschließend studierte er an der Friedrich-Wilhelms-Universität zu Berlin bei Erich Moritz von Hornbostel Musikethnologie. Nach Hornbostels Emigration übernahm er dessen Kurse. Er war Mitglied des NS-Studentenbundes, beantragte später am 11. Januar 1940 die Aufnahme in die NSDAP und wurde zum 1. März desselben Jahres aufgenommen (Mitgliedsnummer 7.546.277). Bose wurde 1934 in Berlin mit einer Dissertation über die Musik der Uitoto promoviert. Am Institut für Lautforschung an der Friedrich-Wilhelms-Universität richtete er 1935 eine Musikabteilung ein, die er bis 1945 leitete. Dort gab er einen Katalog der gesammelten Musikaufnahmen heraus.
1936 unternahm er mit Yrjö von Grönhagen, Abteilungsleiter in der Forschungsgemeinschaft Deutsches Ahnenerbe, eine Reise nach Karelien, um dort finnische „Zauberkundige“ und Schamanen zu treffen und deren Lieder zu sammeln und aufzuzeichnen. Für die Forschungsgemeinschaft befasste er sich seit 1937/1938 mit der Nachbildung germanischer Luren, wobei er jedoch auf Schwierigkeiten stieß. Zu Boses Aufgaben gehörten das Sammeln und die Pflege von Instrumenten und Liedern der urnordischen Musik. Für Heinrich Himmler sollte er Gutachten zu Liedkompositionen abgeben.
1939 habilitierte er sich mit der Arbeit „Klangstile als Rassenmerkmale“.
Unter der Leitung von Alfred Quellmalz war er zwischen Juli und Dezember 1940 an einer Volksmusiksammlung in Südtirol im Auftrag der Forschungsgemeinschaft Deutsches Ahnenerbe beteiligt. Er verfügte über ein AEG-Magnetophon K4, mit dem er 461 Tonaufnahmen von Volksliedern und Instrumentalmusik im Gebiet um Sterzing und Bruneck durchführte. 412 Aufnahmen waren nach Ende des Zweiten Weltkriegs erhalten und befinden sich heute im Archiv der Universitätsbibliothek Regensburg. Während des Zweiten Weltkriegs wurde er 1940 zum Wehrdienst einberufen. Er geriet in Kriegsgefangenschaft, aus der er 1947 entlassen wurde.
Nach dem Zweiten Weltkrieg arbeitete er am Staatlichen Institut für Musikforschung in Westberlin. Dort leitete er ab 1953 die Historische Abteilung und ab 1966 die Volkskundliche Abteilung. Fritz Bose gab ab 1963 das „Jahrbuch für musikalische Volks- und Völkerkunde“ heraus und bot an der Technischen Universität Berlin musikethnologische Lehrveranstaltungen an, zunächst als Lehrbeauftragter und ab 1966 als Honorarprofessor.
Er war 1959 einer der Gründer der Deutschen Gesellschaft für Musik des Orients, von 1967 bis 1972 Präsident der Gesellschaft. Ab 1965 leitete er zusammen mit Rolf Wilhelm Brednich und Ernst Klusen die neu gegründete Kommission für Lied-, Musik- und Tanzforschung der Deutschen Gesellschaft für Volkskunde. 1969 wurde er deren Geschäftsführer.
Fritz Bose ist der Vater des Musikpädagogen, Liedermachers und Chordirigenten Jens-Andrees Bose.

## Schriften
- Musik für Dich. Ratgeber für Musikfreunde und Rundfunkhörer. Scherl, Berlin 1934.
- Lieder der Völker. Die Musikplatten des Instituts für Lautforschung an der Universität Berlin. Katalog und Einführung. M. Hesse, Berlin 1936.
- Musikalische Völkerkunde. Atlantis, Freiburg im Breisgau 1953.